# 유전 (영화)
《유전》(영어: Hereditary)은 2018년 개봉한 미국의 공포 영화이다. 아리 에스터의 장편 데뷔작이며, 각본 역시 맡았다. 2018 선댄스 영화제에서 전세계 최초 상영했다.

## 시놉시스
일주일 전에 돌아가신 어머니가 유령이 되어 집에 있는 것 같다는 애니, 이웃에 사는 조안은 어머니가 가진 비밀을 애니에게 알려준다.
바로 온 가족에게 저주가 내려지고 있다는 사실! 과연 애니는 저주를 풀고 단란한 가족을 되찾을 수 있을까?

## 출연
주연
- 토니 콜렛 - 애니 그레이엄 역
- 밀리 샤피로 - 찰리 그레이엄 역
- 게이브리얼 번 - 스티브 그레이엄 역
- 앨릭스 울프 - 피터 그레이엄 역

조연
- 앤 다우드 - 조안 역
- 재커리 아서 - 히스패닉계 소년 역

단역
- 크리스티 섬머헤이스 - 찰리의 선생님 역
- 제로드 필립스 - 그룹 리더 역
- 오스틴 R. 그린트